# Karl Manoury
Karl Manoury (* 2. November 1894 in Schwedt/Oder; † 8. August 1966 in Potsdam) war ein deutscher Theologe und Historiker hugenottischer Abstammung.

## Leben
Karl August Eugen Manoury war ein Sohn des Dragoners und Brückenaufsehers August Manoury. Sein Vater gehörte in 7. Generation zu einer Familie von Hugenotten, die 1686 in Groß Ziethen angesiedelt worden war. Nach dem Besuch des Gymnasiums in Schwedt begann Manoury ein Theologiestudium, das durch den Ersten Weltkrieg unterbrochen wurde. 1923 wurde er zum Pfarrer geweiht und arbeitete zunächst als Hilfsprediger, dann als Pfarrer zuerst in Reetz. 1925 heiratete er die Berlinerin Ilse Karsunky, mit der er drei Kinder hatte.
1931 wurde Manoury der Nachfolger von Joseph Chambon als Pfarrer der französisch-reformierten Gemeinde in Potsdam. Diese Stelle behielt er bis zu seiner Pensionierung. Gleichzeitig war er Pfarrer am Französischen Dom in Berlin.
Karl Manoury starb wenige Monate nach dem Tod seiner Frau. Das Grab der Familie befindet sich auf dem Französischen Friedhof in der Berliner Chausseestraße.

## Schriften
- Geschichte der Hugenotten-Kirche. 2 Bände, 1940/41
- Das Kriegswesen der Hugenotten 1562–1598. 1955
- Die Geschichte der französisch-reformierten (brandenburgischen) Provinzgemeinden. 1957